# Yihads de los fulani

Los estados yihadistas fulani de África Occidental, c. 1830

Las yihads de los fulani o guerras fulani, fueron una serie de eventos independientes pero conectados entre sí, que tuvieron lugar en África Occidental entre finales del siglo XVII y la colonización europea, durante los cuales los pueblos fulani musulmanes tomaron el control de diferentes zonas de la región. Se conoce en ocasiones como la "revolución fulani". El evento más conocido de estos episodios es la llamada Guerra fulani, que tuvo lugar entre 1804 y 1810.
Un estado yihadista es un territorio establecido y gobernado por líderes políticos y religiosos musulmanes, que conquistan el área a través de ofensivas militares, invocando la Yihad. Los gobernantes normalmente tomaban títulos honoríficos como el de emir en el Imperio fulani, un título árabe que puede significar tanto príncipe como gobernador, o un derivado en lengua local. Otro título fue el de Almamy (a partir de Imam), utilizado por los gobernantes del imamato de Futa Yallon.
Estos estados se describen, en orden cronológico aproximado, a continuación.

## Bondu
Bondu fue un pequeño estado en el actual Senegal, en el cual los fula musulmanes tomaron el control, en el siglo XVII.

## Futa Yallon
Futa Yallon se ubicaba principalmente en la actual Guinea, así como en partes de Guinea Bissau, Senegal y Sierra Leona, siendo un estado importante, con constitución escrita y una alternancia de poder entre dos partes principales: los Soriya y los Alphaya. El estado de Futa Yallon nació en 1735, cuando los fulani musulmanes decidieron levantarse contra los gobernantes fula y djalonkes no musulmanes para crear una confederación de provincias. Alpha Ibrahima Sory Maoudho fue elegido como el primer Almamy en 1735 en la capital, Timbo, en la actual Guinea. El Imamato de Futa Yallon duró hasta 1898, cuando las tropas coloniales francesas derrotaron el último Almamy, Bokar Biro Barry, desmantelando el estado e integrándolo en su nueva colonia de Rivières du Sud, que se convertiría en Guinea.

## Futa Toro
Bajo la bandera unificadora del Islam, los fulani musulmanes se rebelaron contra el Reino Denianke, no musulmán y fulani, bajo el liderazgo de Sileymaani Baal, comenzando el levantamiento en 1776. La siguiente revuelta islámica creó el nuevo reino de Fuuta Tooro bajo un gobierno llamado Almamate (término derivado de un préstamo lingüístico pulaar tomado del árabe al-imaam). Antes de la colonización, este estado se vio debilitado por las incursiones francesas y por los esfuerzos de El Hadj Umar Tall de llevar su yihad hacia el este (véase también el Imperio tuculor, más abajo).

## Imperio fulani

Califato de Sokoto, siglo.

Al comienzo del siglo XIX, bajo la tutela de Usman dan Fodio, los fulani se convirtieron en líderes de un Imperio fulani centralizado, que prolongó su liderazgo hasta 1903, cuando los fulani fueron divididos por los colonizadores europeos.

## Imperio de Massina
Situado en el actual Malí central, este estado duró desde 1818 hasta 1862. Inspirado por los recientes levantamientos musulmanes de Usman dan Fodio en las cercanas tierras hausa, el predicador y reformista social Seku Amadu dirigió un ejército fulani en yihad contra el Imperio Bambara. El imperio se expandió rápidamente, tomando Djenné y estabilizándose en una nueva capital, Hamdullahi. Fue derrotado en un momento dado por Umar Tall, e incorporado al Imperio tuculor.

## Imperio tuculor
El Hadj Umar Tall dirigió sus ejércitos hacia el este desde su base de Futa Tooro y Dinguiraye para conquistar Kaarta, el Imperio Bambara, y el Imperio Massina, a comienzos de los años 1860. Los tuculor controlaron la región hasta la colonización francesa, momento en el que el último líder del estado, Ahmadu Tall, se escapó hacia Sokoto.